# آدام یتس (دوچرخه‌سوار)
آدام یتس (اسپانیایی: Adam Yates‎؛ زادهٔ ۷ اوت ۱۹۹۲) دوچرخه‌سوار اهل بریتانیا است.
از باشگاه‌هایی که در آن رکاب زده‌است می‌توان به تیم اوریکا–اسکات اشاره کرد.